# Ibón de Truchas
El ibón de Truchas, también llamado de Astún, es un ibón situado en la estación invernal de Astún, provincia de Huesca, comunidad autónoma de Aragón, España.

## Morfología
Se ubica a 2144 m s. n. m. Su vaso tiene un típico perfil de artesa. Su fondo es de fango limoso y se encuentra intensamente bioturbado por anélidos y gasterópodos.
Presenta una profundidad máxima de 4,8 m.

## Hidrología
Las aguas del ibón de Truchas desaguan por el barranco AStún, que junto con el barranco Escalar, que procede del cercano  ibón de Escalar, dan origen al río Aragón, que actualmente da nombre a la comunidad, como hace siglos lo hacía con el Reino de Aragón o la Corona de Aragón.
Se encuentra a 10 minutos del ibón de Escalar. De ambos ibones nace el río Aragón, que actualmente da nombre a la comunidad de Aragón, como hace siglos lo hacía con el Reino de Aragón o la Corona de Aragón.

## Fauna
La presencia de truchas indica que su ecosistema original ha sido alterado por el ser humano. Esto se debe a que es un ibón donde se practica la pesca y en el que tradicionalmente se ha realizado suelta de alevines con este fin.
El ibón de Truchas tiene una importante población de anfibios, principalmente sapos y ranas,
que pueden verse amenazados por la presencia de peces introducidos.

## Acceso
Está situado a pocos metros del retorno del telesilla "Los lagos" de Astún, en la estación de esquí del mismo nombre.

## Excursiones
Es punto de encuentro para muchos excursionistas, principiantes o expertos, o personas que simplemente quieren pasar un día disfrutando de la naturaleza. Estos excursionistas suponen un vector de contaminación importante del fondo del ibón.

Desde aquí se inician muchas otras excursiones, como la famosa ruta de los "Lacs de Ayous" (ya en parte francesa), y en pleno parque nacional de los Pirineos, bajo la atenta mirada del siempre majestuoso pico de Midi d'Ossau.
El circo que sirve de cuenca Ibón  dispone de un collado (denominado de Astún), que conecta con Francia, y desde el que se obtiene una esplédida vista el valle de Ossau y del Pico de Midi d'Ossau.